# Оряховско
 Тази статия е за историко-географската област.  За общината вижте Лом (община).  
Оряховско е историко-географска област в Северозападна България, около град Оряхово.
Територията ѝ съвпада приблизително с някогашната Оряховска околия, а днес включва общините Оряхово, Козлодуй, Мизия и Хайредин, както и град Кнежа в община Кнежа и селата Добролево, Малорад и Сираково в община Борован, Байкал, Брегаре, Гостиля, Крушовене и Ставерци в община Долна Митрополия, Алтимир и Галиче в община Бяла Слатина и Долни Луковит в община Искър. Разположена е в севрозападната част на Дунавската равнина. Граничи с Олтения на север, Никополско и Плевенско на изток, Белослатинско и Врачанско на юг и Монтанско и Ломско на запад.